# 10059 McCullough
A 10059 McCullough (ideiglenes jelöléssel (10059) 1988 FS2) a Naprendszer kisbolygóövében található aszteroida. A Bolgár Nemzeti Csillagvizsgálóban fedezték fel 1988. március 21-én.

## Kapcsolódó szócikk
- Kisbolygók listája (10001–10500)